# 英美里
英美里（えみり、1992年5月24日  - ）は、日本の女性モデル、レースクイーン。
神奈川県出身。プリッツコーポレーション所属。

## 来歴
日本人の母とイギリス人の父を持つ。8歳までイギリスで過ごし、インターナショナルスクールを経て小学6年から日本の公立学校に通った。
11歳の頃からモデル活動を始め、その後アニソン系歌手を目指して声優系の事務所に預かり契約していたが、イベントコンパニオン・英語対応・キャンペーンガール・モデル・MC・ナレーターなどの仕事に従事することが多くなり、声優系の事務所を辞め本格的にモデル業にシフトしていく。
2017年のSUPER GTで大沢真理恵と共に「PANTHER GIRL」を務めた後、2018年からは「Keihin Blue Navigator」を担当。SUPER GTや2020年の全日本ロードレース選手権といったレースの他、モーターショー等のイベントでMCを担当する。
しかし本田技研工業のグループ企業であったKeihinが2021年1月1日付で、「日立Astemo」と改称し日立グループの企業に吸収合併。これに伴い3年間務めたKeihin Blue Navigatorは事実上の卒業とされていたが、同年3月14日に鈴鹿サーキットで行われた「Astemo Motorsports Media Launch」に於いて、“Astemo Ambassador”（アステモ・アンバサダー）への就任を発表。新会社でも引き続きモータースポーツ活動に携わる。

## 人物
- 中学の頃から「せみちゃん」と呼ばれていて、自身のブログも「せみろぐ」と名付けている[1]。
- 趣味はアニメ・ゲーム鑑賞、マリンスポーツ。
- 横田りかとは2020年のSUPER GTで「Keihin Blue Beauty」[5]を務める前から仲が良く、オーディションを受ける際は常に励まし続けていたという[8]。2021年のSUPER GTでも横田（Astemo Muse）と英美里のコンビが継続する[7]。

## レースクイーン歴
| 年     | カテゴリー                        | チーム名                                                                  | 他メンバー                                                |
| ------ | --------------------------------- | ------------------------------------------------------------------------- | --------------------------------------------------------- |
| 2017年 | SUPER GT                          | PANTHER GIRL                                                              | 大沢真理恵                                                |
| 2018年 | SUPER GT                          | KEIHIN REAL RACING 「KEIHIN Blue Navigator」                              | 蒼怜奈                                                    |
| 2019年 | SUPER GT                          | KEIHIN REAL RACING 「KEIHIN Blue Navigator」                              | 蒼怜奈                                                    |
| 2020年 | SUPER GT 全日本ロードレース選手権 | KEIHIN REAL RACING Keihin Honda Dream SI Racing 「KEIHIN Blue Navigator」 | 横田りか（REAL RACING） 野中はな（Honda Dream SI Racing） |
| 2021年 | SUPER GT 全日本ロードレース選手権 | Astemo REAL RACING Astemo Honda Dream SI Racing 「Astemo Ambassador」     | 横田りか（REAL RACING） 保科凛（Honda Dream SI Racing）   |

## 出演

### ラジオ番組
- KIBA BREEZE!!!（レインボータウンエフエム放送）- 2019年から不定期出演[10]

### イベント
- 東京ゲームショウ「バンダイナムコエンターテインメントブース」コンパニオン（2016年9月）[11]
- 東京オートサロン「ルノー・ジャポンブース」コンパニオン（2017年1月）[注 1]
- 東京ゲームショウ「コナミブース」コンパニオン（2017年9月[13]・2018年9月[14]）
- 東京モーターショー「LEXUSブース」コンパニオン（2017年10月 - 11月）[15]
- オートモーティブ ワールド「KEIHINブース」MC（2019年1月[注 2]、2020年1月[16]）
- 大阪モーターサイクルショー・東京モーターサイクルショー「ホンダブース」MC（2018年3月[17]、2019年3月[18]）
- 東京モーターショー「KEIHINブース」レースクイーン、MC（2019年10月 - 11月）[注 3]
- 東京オートサロン「ブリヂストンブース」コンパニオン、MC（2020年1月）[注 4]